# Yên Mông
Yên Mông là một xã thuộc thành phố Hòa Bình, tỉnh Hòa Bình, Việt Nam.
Xã Yên Mông có diện tích 24,59 km², dân số năm 1999 là 3.220 người, mật độ dân số đạt 131 người/km².